# Kurd von Schlözer

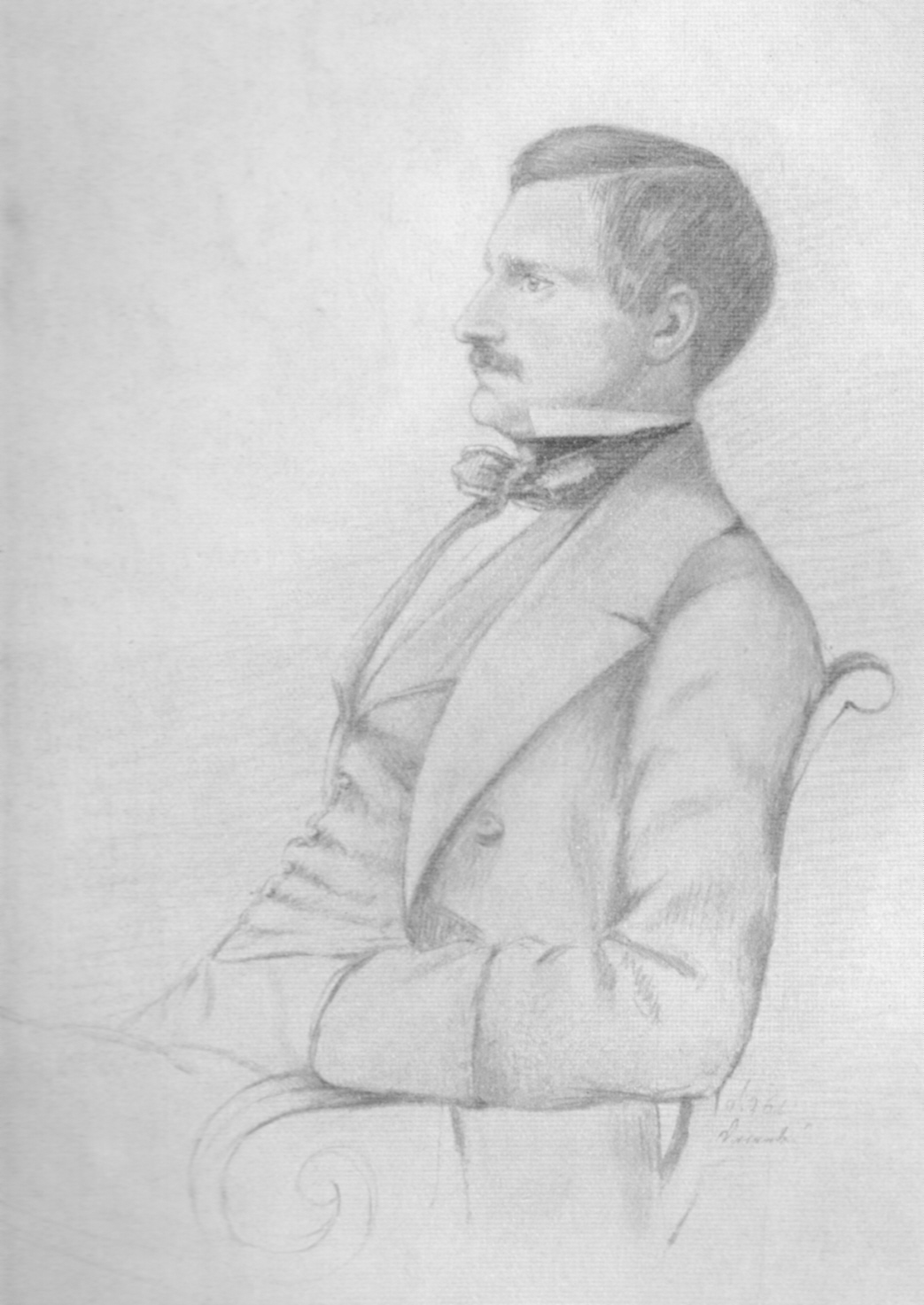
Luise von Schlözer: Kurd von Schlözer als junger Diplomat

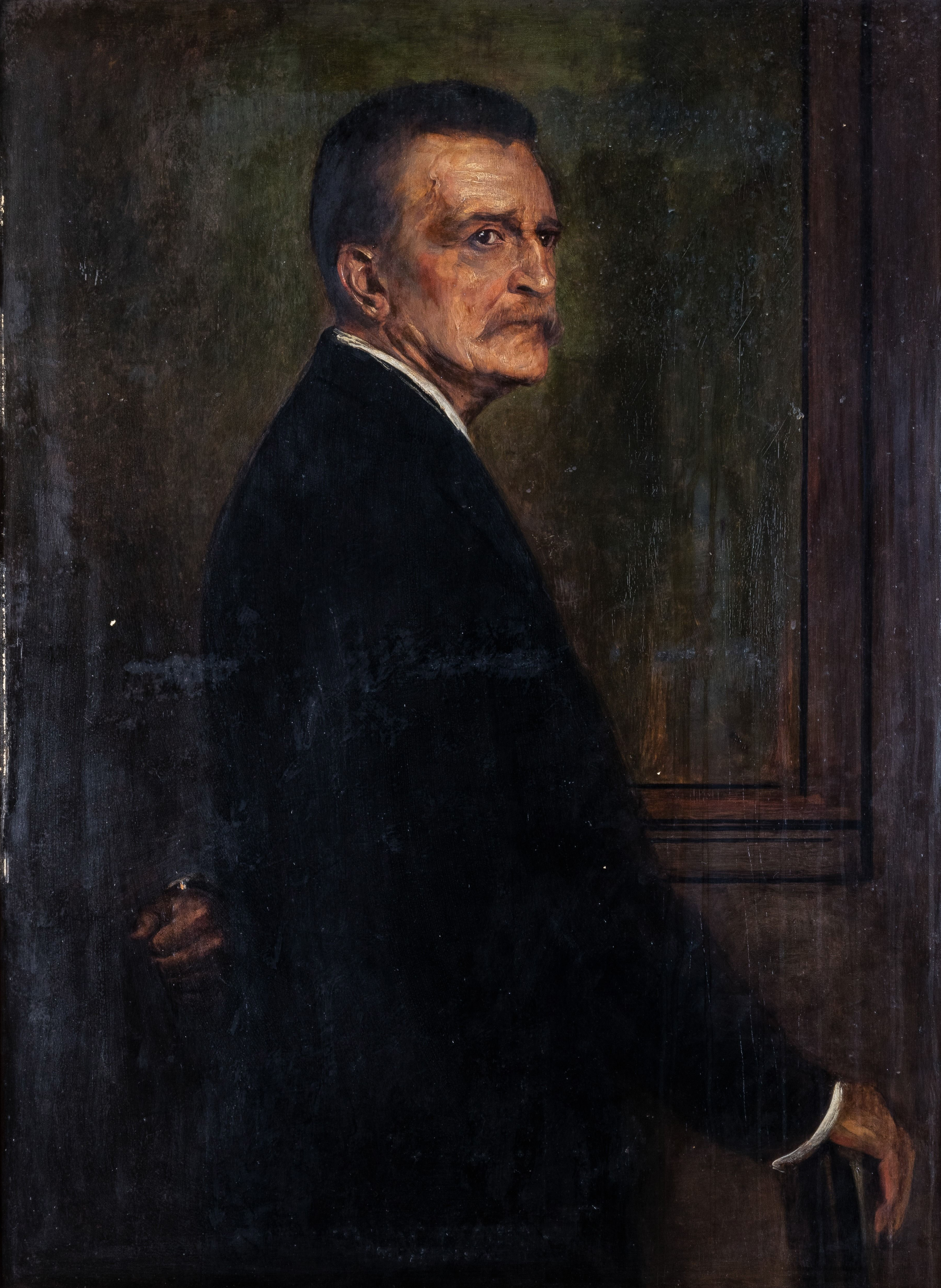
Kurd von Schlözer, porträtiert von Franz von Lenbach

Kurd von Schlözer (* 5. Januar 1822 in Lübeck; † 13. Mai 1894 in Berlin, eigentlich Conrad Nestor von Schlözer) war ein kaiserlich deutscher Diplomat und Historiker.

## Familie
Schlözer entstammte einer alten aus der Grafschaft Hohenlohe stammenden Familie und war der Sohn des Lübecker Kaufmanns und russischen Generalkonsuls Karl von Schlözer. Wie sein älterer Bruder Nestor von Schlözer erhielt er auch den Namen des russischen Heiligen Nestor von Kiew, des Verfassers der Nestorchronik, die sein Großvater, der Hofrat und Professor August Ludwig von Schlözer herausgegeben hatte, den er jedoch nicht benutzte. Dorothea Schlözer war seine Tante.
Kurd von Schlözer blieb unverheiratet und kinderlos.

## Leben
Nach dem Besuch des Katharineums zu Lübeck, an dem er zu Ostern 1841 sein Abitur ablegte, studierte Schlözer Orientalistik und Geschichte an den Universitäten Göttingen und Berlin. In Berlin wurde er im April 1845 mit einer Dissertation über die Reisebeschreibung des Abū-Dulaf Misʿar Ibn-al-Muhalhil al-Ḫazraǧī (um 913–100) zum Dr. phil. promoviert. Danach zog Schlözer zunächst nach Paris und betätigte sich als Publizist.
Durch die Vermittlung von Ernst Curtius und der Prinzessin Augusta wurde er auch ohne die eigentlich erforderliche juristische Vorbildung in den preußischen diplomatischen Dienst aufgenommen. Für mehrere Jahre arbeitete er im Auswärtigen Ministerium in Berlin und verfasste neben seiner Tätigkeit mehrere historische Abhandlungen, unter anderem zur Hanse, zur deutsch-russischen Geschichte und eine Biographie des Grafen Chasot. Als Autor wird er der Reformergruppe Jung-Lübeck zugerechnet. 1857 wurde er als 2. Legationssekretär nach Sankt Petersburg entsandt. Der Gesandte Bismarck, der ab 1859 sein Vorgesetzter war, hat zunächst „üble Zeiten mit ihm durchgemacht“ wegen Schlözers Unfähigkeit, sich unterzuordnen. Schlözer war jedoch wegen seiner Ortskenntnisse unentbehrlich, und später fanden beide zu einem guten Verhältnis. 
Weitere Stationen der Diplomatenlaufbahn waren 1863 Kopenhagen und ein Jahr später Rom. Hier war er Sekretär des preußischen Gesandten am Heiligen Stuhl Friedrich Adolf Freiherrn von Willisen. Bereits in dieser Position knüpfte er eine Vielzahl von Kontakten zu Künstlern und hohen Kirchenvertretern. 1867 wurde von Schlözer preußischer Chargé d’affaires in einer politisch schwierigen Situation zwischen dem Kirchenstaat und dem Königreich Italien.
Nach einer Mission im Auftrag des Norddeutschen Bundes in Mexiko, die zum Abschluss eines Handels- und Schifffahrtsvertrages führte, wurde Schlözer 1871 zum ersten Geschäftsträger des Deutschen Reiches in Washington, D.C. ernannt. In Briefen und Berichten gab er Einblicke in die innenpolitische Situation der USA. Er hielt Kontakt zu deutsch-amerikanischen Gruppen und Personen, darunter besonders zu Carl Schurz, und war allgemein beliebt.
Zur Vorbereitung der Wiederaufnahme der im Kulturkampf abgebrochenen diplomatischen Beziehungen zwischen dem Reich und dem Heiligen Stuhl reiste Schlözer 1878 und 1881 nach Rom und wurde 1882 zum preußischen Gesandten bei Papst Leo XIII. ernannt. In der Vorbereitung und Umsetzung der Friedensgesetze von 1886/87 erlebte Schlözer den Höhepunkt seiner diplomatischen Laufbahn. 
Wenig später jedoch geriet er in den Strudel, den Bismarcks Entlassung auslöste, und wurde, vermutlich auf Betreiben von Friedrich August von Holstein, 1892 in den Ruhestand versetzt. 

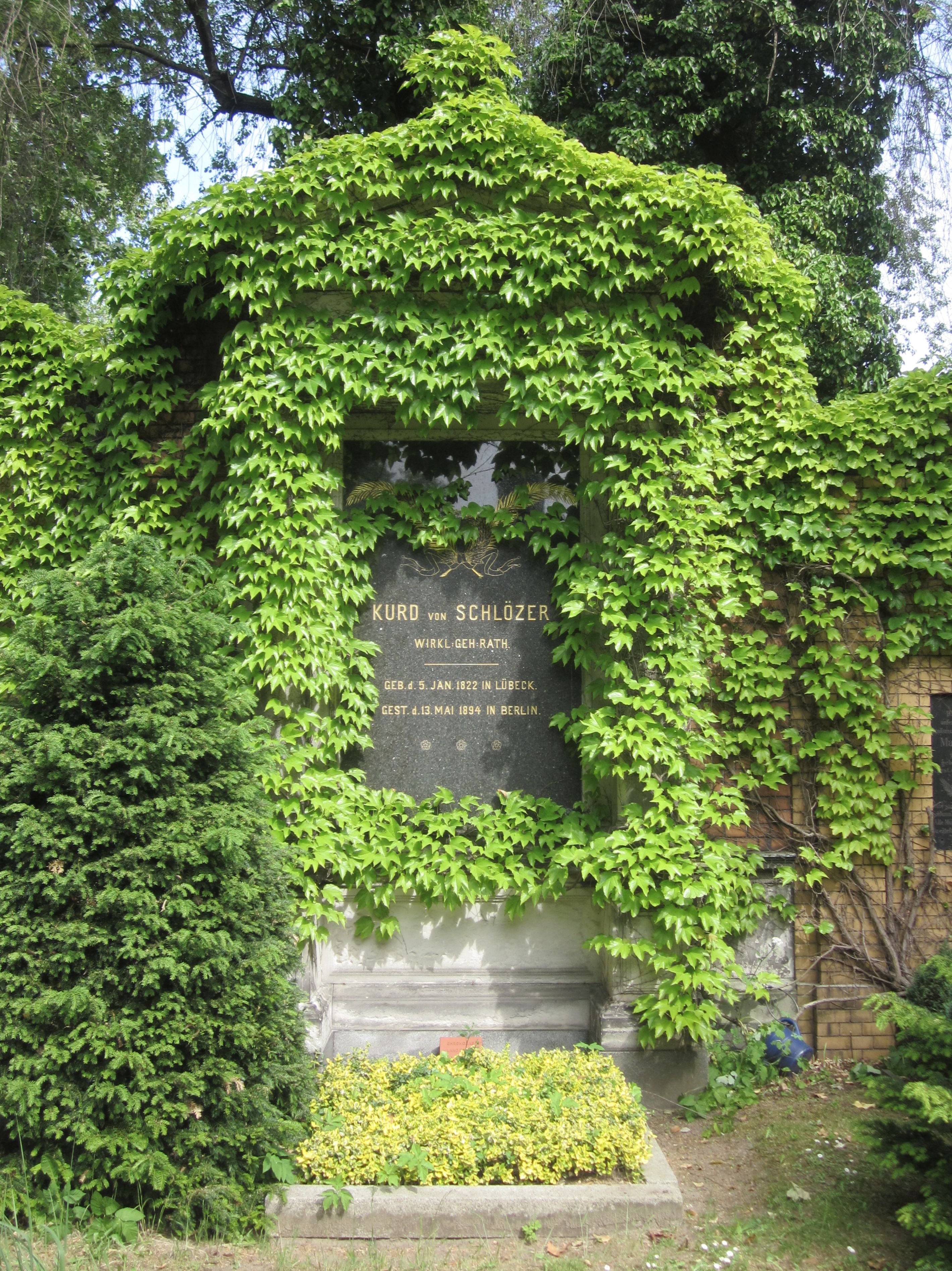
Grabstätte

Schlözer blieb zunächst in Rom. Der „tödlich Verbitterte“, so die Einschätzung von Hildegard von Spitzemberg, starb kurz nach seiner endgültigen Rückkehr nach Deutschland 1894 in Berlin. Er wurde auf dem Friedhof IV der Gemeinde Jerusalems- und Neue Kirche in der Bergmannstraße beigesetzt, wo seine von Bernhard Sehring gestaltete Grabstätte heute als Ehrengrab des Landes Berlin unterhalten wird.

## Werke
- Die Familie von Meyern in Hannover und am Markgräflichen Hofe zu Baireuth, Berlin 1855 Digitalisat
- Chasot. Zur Geschichte Friedrichs des Großen und seiner Zeit. Hertz, Berlin 1856 Digitalisat

2. Auflage 1878: General Graf Egmont von Chasot: zur Geschichte Friedrichs des Großen und seiner Zeit. Bearbeitet von Karl-Friedrich von Bunsen. Neudruck v. Kloeden, Berlin 2005 ISBN 3-920564-50-2
- Friedrich der Große und Katharina die Zweite. Hertz, Berlin 1859 (Digitalisat)

Schlözer wurde nicht so sehr durch seine historischen Abhandlungen, sondern weit mehr durch seine Briefsammlungen bekannt, die durch seine Neffen Karl (1854–1916) und Leopold (1863–1946) von Schlözer herausgegeben wurden und die ihn zum „Klassiker der deutschen Briefliteratur“ (Hassenstein) machten:
- Jugendbriefe. Stuttgart 1920
- Petersburger Briefe. Stuttgart 1921 (Digitalisat, Digitalisat)
- Römische Briefe. Stuttgart 1912
- Mexikanische Briefe. Stuttgart 1913
- Amerikanische Briefe. Stuttgart 1927
- Letzte römische Briefe. Stuttgart 1924

## Auszeichnungen
- Titel Wirklicher Geheimer Rat mit der Anrede Exzellenz (29. Juli 1880)[5]
- Roter Adlerorden, Großkreuz mit Eichenlaub (1890)
- Königlicher Kronen-Orden (Preußen), 1. Klasse
- Friedrichs-Orden, Großkreuz
- Piusorden, Großkreuz (1885)
- Sankt-Stanislaus-Orden, 1. Klasse
- Orden de Isabel la Católica, Großkreuz